# Tower Semiconductor
Tower Semiconductor Ltd. ( TowerJazz ), y sus filiales estadounidenses propias Jazz Semiconductor y TowerJazz Texas, operan colectivamente bajo la marca TowerJazz. TowerJazz fabrica circuitos integrados que ofrecen una gama de tecnologías de proceso especializadas analógicas personalizables, que incluyen SiGe, BiCMOS, SOI, señales mixtas y RFCMOS, sensores de imagen CMOS, administración de energía (BCD) y no volátil memoria (NVM), así como capacidades de MEMS . TowerJazz también posee el 51% de TowerJazz Panasonic Semiconductor Co. (TPSCo), una empresa con Panasonic Corporation. 

## Visión general
La compañía fabrica circuitos integrados analógicos especializados para compañías de semiconductores como: Avago Technologies, Fairchild Semiconductor Intel, International Rectifier, Panasonic, RF Micro Devices, Samsung, Skyworks Solutions, Texas Instruments y Vishay - Siliconix. Además, la compañía también tiene una plataforma de Silicon Photonics de fundición abierta calificada que es utilizada por compañías como Inphi Corporation . Para garantizar la capacidad global, TowerJazz opera siete instalaciones de fabricación: Fab 1 y Fab 2 (150 mm y 200 mm) ubicadas en Migdal Haemek, Israel, Fab 3 y Fab 9 (200 mm) ubicadas en Newport Beach, California y en San Antonio, Texas, y tres Fabs adicionales (dos de 200 mm y uno de 300 mm) a través de TPSCo ubicado en la región de Hokuriku de Japón. Además, TowerJazz opera un centro de diseño mundial en Netanya, Israel. 
Tower Semiconductor (TowerJazz) es una compañía pública israelí que cotiza en NASDAQ y la Bolsa de Valores de Tel Aviv, ambas bajo el ticker TSEM y está incluida en el índice TA-125 y el índice TA BlueTech . En 2010, TowerJazz se convirtió en la fundición especializada número 1 por ingresos, con un crecimiento de ingresos del 70% año tras año.
Tower Semiconductor se fundó en 1993, con la adquisición de la instalación de fabricación de obleas de 150 mm de National Semiconductor . Tower se convirtió en una empresa pública en 1994 y las acciones se cotizan en NASDAQ (TSEM) y Tel Aviv Stock Exchange (TSEM). En enero de 2001, se construyó una instalación adyacente (Fab 2). 
En septiembre de 2008, Tower adquirió Jazz Semiconductor en una transacción de acciones por acciones. En noviembre de 2009, las compañías combinadas se lanzaron oficialmente como TowerJazz. La fusión proporcionó varios beneficios clave: mayor capacidad global, oportunidades de venta cruzada entre diversas bases de clientes de ambas compañías, una cartera de productos más completa y una base financiera más sólida.
En junio de 2011, TowerJazz adquirió las instalaciones de fabricación de Micron Technology en la ciudad de Nishiwaki, Hyogo, Japón. La adquisición casi duplicó la capacidad de fabricación interna de TowerJazz en 2010 y aumentó la producción de manera rentable en 60,000 obleas por mes. 
En abril de 2014, TowerJazz anunció la exitosa transacción con Panasonic Corporation (primera sección de TSE y NSE ticker: 6752) para formar una compañía japonesa recientemente establecida, TowerJazz Panasonic Semiconductor Co. (TPSCo) para la fabricación de Panasonic y productos adicionales de terceros. TowerJazz anunció el cese de las operaciones de sus instalaciones en Nishiwaki en el curso de la racionalización y reestructuración de sus actividades comerciales y de fabricación en Japón. Esto le permite a la compañía reducir sus costos fijos anuales en aproximadamente $ 130 millones por año.
En febrero de 2016, TowerJazz anunció la adquisición exitosa de una instalación de fabricación de obleas de 200mm en San Antonio, Texas, Estados Unidos, de Maxim Integrated Products, la suma de $ 40 millones fue pagada por aproximadamente 3.3 millones de acciones ordinarias de TowerJazz. Esta adquisición aumentó la producción de TowerJazz en 28,000 obleas por mes.

## Instalaciones de fabricación

### Fab 1 6" Migdal Haemek, Israel
Fab 1, ubicado en Migdal Haemek, Israel, es una instalación de 150 mm (diámetro de oblea) que se adquirió de National Semiconductor en 1993 en el momento de la fundación de Tower Semiconductor. Desde entonces, Fab 1 se ha modernizado significativamente y ofrece geometrías de procesos que van desde 1.0 micras a 0.35 micras, incluidos sensores de imagen CMOS, flash incorporado y tecnologías de señal mixta. 

### Fab 2 8" Migdal Haemek, Israel
Fab 2, una instalación de obleas de 200 mm se construyó en enero de 2001, adyacente a Fab 1 en Migdal Haemek, Israel, y se diseñó para operar en geometrías de 0.18 micras y menos, utilizando tecnología CMOS avanzada. 

### Fab 3 8" Newport Playa, CA
Fab 3, ubicado en Newport Beach, California, Estados Unidos, fue adquirido por Tower cuando se fusionó con Jazz Technologies en 2008. Jazz Semiconductor se formó en 2002 y heredó la instalación de 200 mm que alguna vez fue operada por Rockwell Semiconductor . En Fab 3, Jazz estableció tecnologías líderes en la industria de SiGe, BiCMOS y MEMS y amplió su herencia para servicios de fundición especializados en tierra centrados en la industria aeroespacial y de defensa. 

### Fab 9 8" San Antonio, Texas
Fab 9, ubicado en San Antonio, Texas, Estados Unidos, fue adquirido por Tower en 2016 de Maxim Integrated.

### Adicional fabs a través de TowerJazz Panasonic Semiconductor Co. (TPSCo)
TPSCo pertenece en un 51% a Tower Semiconductor Ltd. ( NASDAQ : TSEM, TASE: TSEM) y 49% propiedad de Panasonic Corporation (NASDAQ ADS: PCRFY, TYO: 6752). TPSCo tiene tres instalaciones de fabricación en Hokuriku, Japón ( Uozu, Tonami y Arai ) que han estado produciendo circuitos integrados a gran escala durante más de 30 años. Las áreas de enfoque de la tecnología de proceso incluyen sensores de imagen de alto rango dinámico (CIS y CCD), dispositivos de potencia integrados (BCD, SOI y LDMOS) y RFCMOS de silicio de alta frecuencia. TPSCo ofrece a los IDM y a las compañías más fiables más de 120 flujos de proceso de silicio calificados en sustratos de 200 mm y 300 mm desde súper micras hasta 45   nm, así como servicios internos de procesamiento, ensamblaje y prueba de back-end. 

## Ofertas de tecnología de procesos
TowerJazz ofrece una amplia gama de tecnologías avanzadas de proceso analógico. Las ofertas de tecnología especializada de la Compañía incluyen: SiGe BiCMOS y RF CMOS (SOI y masivo) para aplicaciones de radiofrecuencia (RF) y analógicas de alto rendimiento (HPA); Sensor de imagen CMOS (CIS); administración de energía, incluyendo 700V BCD; CMOS; CMOS de señal mixta y capacidades MEMS. Los procesos modulares y personalizables de TowerJazz están disponibles en obleas de 150 mm, 200 mm o 300 mm en sus siete instalaciones de fabricación de clase mundial, que han logrado certificaciones de calidad para gestión ambiental, salud y seguridad, seguridad de la información y estándares automotrices. 